# Darwiniella amaroides
Darwiniella amaroides es una especie de coleóptero de la familia Perimylopidae.

## Distribución geográfica
Habita en las Islas Malvinas.